# Michel Verschueren
Michel Verschueren (Boortmeerbeek, 17 maart 1931 – Wolvertem, 14 september 2022) was een Belgisch fysiektrainer en zakenman. Hij was van 1981 tot 2003 general manager van de Belgische topvoetbalclub RSC Anderlecht. Hij was eveneens bekend onder zijn bijnamen "Mister Michel" en "De Zilveren Vos". Verschueren kwam verschillende keren in de media vanwege controversiële uitspraken.

## Biografie

### Jeugd
Michel Verschueren werd geboren in het Vlaams-Brabantse Boortmeerbeek. Hij groeide op in een gezin van vier kinderen. Zijn moeder was een huisvrouw, zijn vader een bankbediende. Zelf volgde hij als tiener les aan het atheneum in Mechelen. Nadien ging hij Lichamelijke Opvoeding studeren aan de Katholieke Universiteit Leuven, waar hij onder meer Urbain Braems leerde kennen. Verschueren raakte er ook onder de indruk van gymnast Michel Bottu, van wie hij veel leerde. Hij voetbalde in die periode ook voor het bescheiden Racing Boortmeerbeek, waar hij ook twee seizoenen trainer was.

### Eendracht Aalst
In 1957 ging Verschueren aan de slag bij Eendracht Aalst, waar hij onder trainer Rik Geertsen verantwoordelijk werd voor de conditie en fysieke paraatheid van de spelers. Hij introduceerde in die periode nieuwe technieken en trainingsmethodes. Zo liet hij spelers met zware ballen of rugzakken de trappen van de tribune oplopen. Verschueren combineerde zijn baan als fysiektrainer met die van leerkracht. Hij gaf les aan het VTI in Aalst.
Op 5 november 1961 speelde Eendracht Aalst tegen Standard Luik. Scheidsrechter Arthur Blavier stuurde meerdere spelers van Aalst van het veld. Toen er nadien ook nog enkele spelers uitvielen met een blessure, stonden er nog slechts vijf spelers van Eendracht op het veld. Zo'n 14.000 supporters bestormden het veld en de wedstrijd werd uiteindelijk voortijdig afgerond. Michel Verschueren maakte ook deel uit van het tumult en werd 12 maanden geschorst door de voetbalbond.

### Eerste keer RSC Anderlecht
In 1963 haalde voorzitter Albert Roosens hem naar Anderlecht. Verschueren werd er conditietrainer en werkte er samen met trainers Pierre Sinibaldi, Arnould De Raeymaeker, András Béres en Norberto Höfling. In 1969 keerde Sinibaldi terug en verkasten Verschueren en Höfling samen naar Daring Brussel.

### RWDM
De eerste maand was Verschueren in dienst als fysiektrainer, nadien werd hij manager van de club. Hij werkte er nauw samen met voorzitter Jean-Baptiste L'Ecluse. In 1973 fusioneerde Daring met Racing White. Bij de nieuwe fusieclub, RWDM, werd hij secretaris. In 1975 was hij betrokken bij de transfer Paul Van Himst. Eerder dat jaar had RWDM de landstitel veroverd. Het leverde sterkhouder Johan Boskamp in januari 1976 de Gouden Schoen op. Ook maakte hij trainer Piet de Visser mee, die het team van RWDM in het seizoen 1976/77 trainde. In dat seizoen schakelde RWDM Feyenoord Rotterdam uit in de kwartfinales van het Europa Cup III-toernooi (maart 1977, 0-0 en 2-1).

### Terugkeer naar RSC Anderlecht
In 1980 keerde Verschueren terug naar Anderlecht. Het werk dat hij bij de buren van RWDM had verricht, was voorzitter Constant Vanden Stock niet ontgaan. De twee zouden in de loop der jaren goede vrienden worden. Verschueren ontpopte zich tot een loyale manager die bereid was om voor zijn voorzitter en club door het vuur te gaan. Onder zijn impuls werd het oude Astridpark van Anderlecht gedurende de periode 1983-1991 in vier fasen omgebouwd tot een modern multifunctioneel voetbalstadion met loges en business seats (het Constant Vanden Stockstadion). De capaciteit werd teruggebracht van 38.000 naar 28.000 toeschouwers.
Verschueren deed ook enkele opmerkelijke transfers in dienst van paars-wit. In december 1980 trok hij naar New York om er Juan Lozano vast te leggen. Hij noemde het achteraf zijn beste transfer ooit. In 1989 plukte hij Marc Degryse weg bij rivaal Club Brugge. Maar de opvallendste transfer is zonder twijfel die van het Afrikaanse voetbaltalent Nii Lamptey. Hij riep de hulp in van Stephen Keshi, toen een verdediger van Anderlecht. Keshi haalde Lamptey naar België, maar daar bleek dat de jonge voetballer een vals paspoort op zak had. Een dag later had Verschueren het probleem met de douane opgelost en mocht Lamptey met Anderlecht meetrainen.
'Mister Michel' behaalde 11 landstitels en 3 Europacup finales tijdens zijn periode als general manager bij RSC Anderlecht.  
Als manager van Anderlecht maakte Verschueren ook moeilijke periodes mee. Na de ontdekking van de omkoopzaak Standard-Waterschei legde onderzoeksrechter Guy Bellemans een zwartgeldcircuit in het Belgisch voetbal bloot. Verscheidene clubs, waaronder Anderlecht, kregen het in die periode financieel moeilijk. Tijdens het onderzoek bracht Verschueren enkele uren door in de gevangenis. Ook in de jaren 90, na het Bosman-arrest, incasseerde Anderlecht financieel zware klappen.
In januari 2002 werd Alain Courtois aangeduid als opvolger van Verschueren. In eerste instantie werkten de twee samen, maar in oktober 2002 hield Courtois het al voor bekeken. Verschueren bleef daarom langer manager en stelde uiteindelijk in 2003 Herman Van Holsbeeck aan als zijn opvolger. Van Holsbeeck werkte eerst nog een jaar in de schaduw van Verschueren alvorens diens functie over te nemen.
Na zijn carrière als manager kwam Verschueren in het bestuur van Anderlecht terecht. Hij werd ook de manager van het restaurant Le Saint-Guidon.